# Улица Стейгас
Улица Сте́йгас (латыш. Steigas iela, от «steiga» — с латыш. — «спешка») — улица в Латгальском предместье города Риги, в историческом районе Дарзциемс. Начинается от улицы Стопиню, проходит в южном направлении и заканчивается перекрёстком с улицей Сеску. С другими улицами не пересекается.
Общая длина улицы Стейгас составляет 309 метров. На всём протяжении имеет асфальтовое покрытие. Движение двустороннее. Общественный транспорт по улице не курсирует.
Улица Стейгас проложена в 1950-х годах под своим первоначальным названием, которое никогда не изменялось.
Застроена малоэтажными индивидуальными домами.